# Prionolabis mecocera
Prionolabis mecocera är en tvåvingeart som först beskrevs av Alexander 1964.  Prionolabis mecocera ingår i släktet Prionolabis och familjen småharkrankar. Inga underarter finns listade i Catalogue of Life.